# مناورات بيتش بلاك

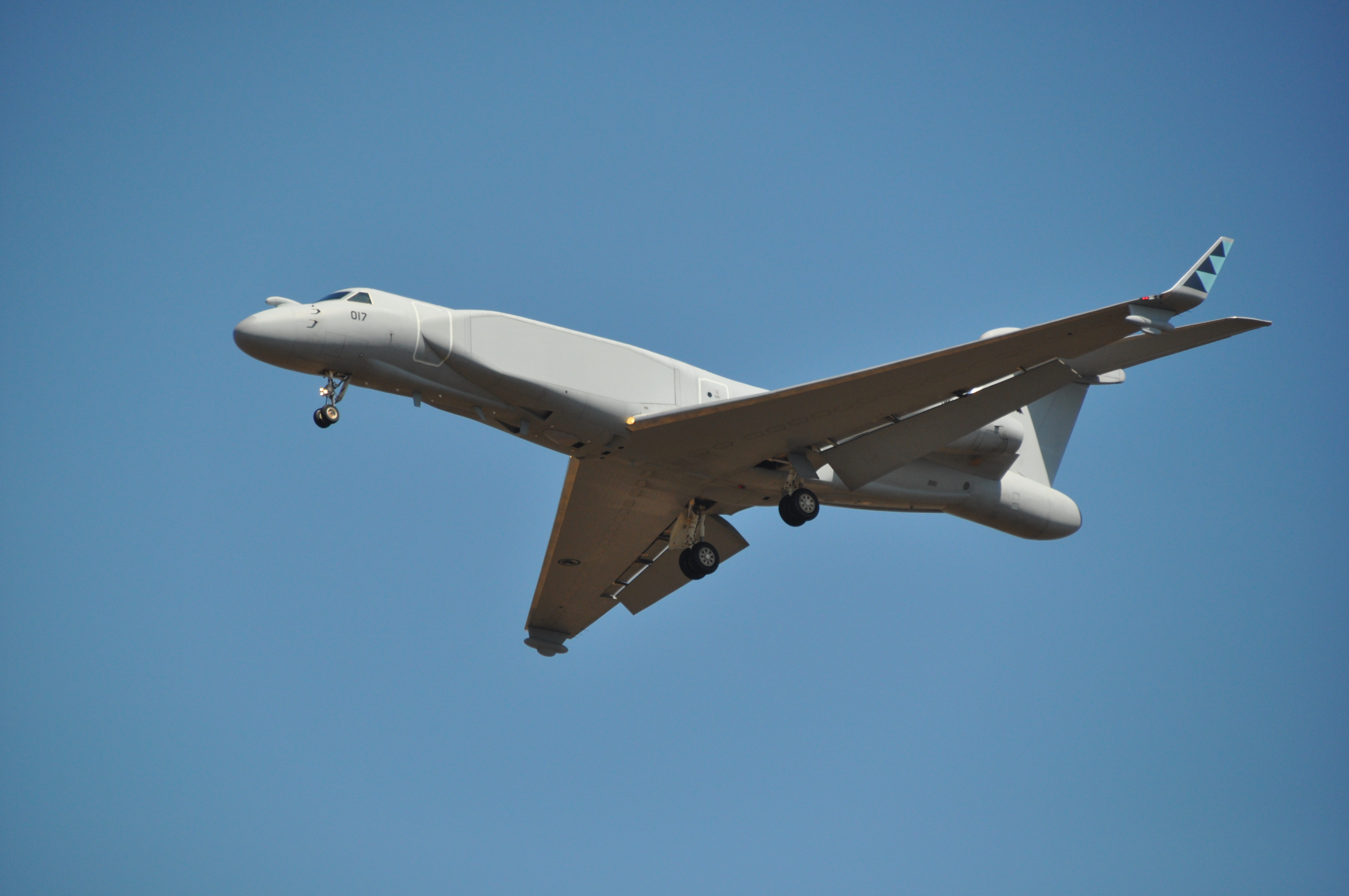
مناورات بيتش بلاك - 2012

مناورات بيتش بلاك أو (بالإنجليزية: Pitch Black Maneuvers)‏ هي مناورات عسكرية مشتركة تقام بين كل من أستراليا وتايلند واندونيسيا وسنغافورة ونيوزيلندا وماليزيا والولايات المتحدة وألمانيا وكندا وفرنسا وبريطانيا..

## المناورات المنفذة
- بيتش بلاك 2004: بدأت المناورة في شمال أستراليا بمشاركة قوات أسترالية وتايلندية وسنغافورية للتدرب على شن هجوم بري مدعوم بالطيران للتصدي لهجوم إرهابي بمشاركة فرنسية لأول مرة.[2]
- بيتش بلاك 2008: أجريت فعاليات المناورة في الفترة من 06 إلى 27 يونيو 2008 بمشاركة كل من أستراليا والولايات المتحدة وسنغافورة وماليزيا وتايلند ونيوزيلندا وفرنسا وألمانيا وكندا وبريطانيا.[3]
- بيتش بلاك 2010: أجريت فعاليات المناورة في الفترة من 16 يوليو إلى 06 أغسطس 2010 بمشاركة كل من أستراليا وسنغافورة ونيوزيلندا وتايلند. [4]
- بيتش بلاك 2012: أجريت فعاليات المناورة في الفترة من 27 يوليو إلى 13 أغسطس 2012 بمشاركة كل من أستراليا والولايات المتحدة وسنغافورة وتايلند ونيوزيلندا واندونيسيا.[5]